# Les Chiens (groupe)
Pour les articles homonymes, voir Les Chiens (homonymie).
Les Chiens est un groupe de rock indépendant canadien, originaire du Québec.

## Biographie
Le groupe est fondé en 1997 par Éric Goulet, Nicolas Jouannaut et Olivier Renaldin, trois anciens membres de Possession simple. Après la sortie de leur premier album homonyme, édité au mois de juin 1998, ils se produisent notamment aux FrancoFolies de Montréal et au Festival d'été de Québec.
L'album La nuit dérobée sort en juin 2000 et reçoit l'année suivante le Félix du « meilleur album alternatif de l'année »,. Le groupe représente le Québec lors des 6e Jeux de la francophonie, qui se tiennent à Ottawa et Gatineau. L'album Music-Hall 2001, édité en 2002 par La Tribu, comprend des enregistrements effectués en concerts, ainsi qu'un second disque sur lequel figure le 1er album du groupe, Les Chiens, qui était alors indisponible. Il est complété par des morceaux inédits.
Un nouvel album studio, intitulé Debout, est édité en avril 2003. En 2004, la pièce Le Risque de l'habitude remporte le prix SOCAN de la « chanson de l'année ». Le batteur Olivier Rénaldin quitte Les Chiens avant la sortie de l'album Rösk en 2005 et est remplacé par Marc Chartrain. La compilation Le long sentier, éditée par Audiogram, sort en 2007.
En 2010, une version remasterisée de l'album La Nuit dérobée sort en CD et en édition limitée sur disque vinyle. En juin, le groupe l'interprète dans son intégralité sur la scène des FrancoFolies de Montréal,.

## Style musical et influences
Les Chiens ont influencé de nombreux artistes québécois, notamment grâce à l'album La nuit dérobée, dont l'importance est reconnue par des musiciens tels Yann Perreau, Vincent Vallières, Dumas, ou encore Éric Lapointe.

## Membres

### Membres actuels
- Éric Goulet - voix, guitare
- Nicolas Jouannaut - basse
- Marc Chartrain - batterie

### Ancien membre
- Olivier Rénaldin - batterie

## Discographie

### Albums studio
- 1998 : Les Chiens
- 2000 : La nuit dérobée
- 2003 : Debout
- 2005 : Rösk
- 2017 : Éponyme

### En concert
- 2001 : Music-Hall 2001 (double cd)

### Compilations
- 2007 : Le long sentier - Une anthologie (Audiogram)
- 2007 : Vénus du Mile-End (Iconoclaste Musique)